# Wickerhamomycetaceae
Wickerhamomycetaceae Kurtzman, Robnett & Bas.-Powers – rodzina grzybów należąca do rzędu Saccharomycetales.

## Systematyka
Pozycja w klasyfikacji według Index Fungorum:  Metschnikowia, Metschnikowiaceae, Saccharomycetales, Saccharomycetidae, Saccharomycetes, Saccharomycotina, Ascomycota, Fungi.
Rodzinę Wickerhamomycetaceae utworzyli w 2008 r. Cletus Paul Kurtzman, Christie J. Robnett i Eleanor Basehoar-Powers. Według Dictionary of the Fungi należą do niej 3 rodzaje:
- Barnettozyma Kurtzman, Robnett & Bas.-Powers 2008
- Wickerhamomyces Kurtzman, Robnett & Bas.-Powers 2008
- Zygohansenula Krassiln. 1954[2].